# 팔룡동
팔룡동(八龍洞)은 경상남도 창원시 의창구의 행정동이다. 한자 표기가 동일한 팔용동(八龍洞)은 경상남도 창원시 의창구의 법정동이다.

## 개요
창원대로, 창원종합버스터미널, 진해선 신창원역이 소재한 시의 관문이다. 차룡공업단지와 판매시설 및 대형 유통단지가 있으며, 종합운동장, 늘푸른전당 등 다양한 공공시설물이 있다.

## 연혁
- 1973. 7. 1 이전 : 창원군 창원면(팔룡지구), 웅남면(대원지구)
- 1973. 7. 1 : 마산시 동부출장소 의창2동(팔룡), 남부출장소 웅남면(대원)
- 1976. 9. 1 : 창원지구 출장소 팔룡지소(팔룡), 웅남지구(대원)
- 1980. 4. 1 : 창원시 팔룡동, 두대동
- 1981. 1.15 : 법정동 대원동 설치
- 1985. 8. 1 : 창원시 대원동
- 1988. 7. 4 : 법정동 팔용동 설치
- 1997. 7.14 : 창원시 팔룡동(팔룡동과 대원동 통합)[2]
- 2021. 7. 1 : 대원동 일대(법정동: 대원동, 두대동, 삼동동, 덕정동)를 성산구 중앙동으로 편입

## 지명 유래
팔룡동의 지명 유래에 대해서는 대략 두가지 설이 있다. 그 첫째가 현재 팔용산을 지도에서 찾아보면 ‘반룡’으로 표기되어 있다. 그리고 옛날 죽전과 평산, 사화와 용산사이로 흐르는 개울을 ‘반계’라고 하였다. 한자로 반은 ‘서릴반’, ‘소반반’ 등의 뜻으로 쓰이고, ‘소반’을 경상도에서는 "판", 즉 작은 반상기를 뜻한다. 이것을 우리 발음 그대로 읽으면 ‘판룡’이 되고 판룡이 세월이 흐름에 따라 발음하기 쉬운 팔룡으로 바뀌었다고 보는 설이다. 그 다음으로 반룡산위에 일제시대에 상수용으로 만든 수원지가 있었는데 그 수원지가 언제부터 있었는지 알 수 없지만, 옛날 옛적에 팔용산 저수지에서 용이 여덟마리가 살다가 승천했다는 전설이 있어 ‘팔룡’이라는 지명이 생겨나게 되었다는 알 수 없는 전설도 있다. 그러나 반룡은 처음에 우리말에서 동쪽을 뜻하는 ‘반’과 산이나 꼭대기를 뜻하는 마루, 또는 머리를 표기하는 ‘룡’이 조합된 말이다. 이는 마산의 중심산인 용마산의 동쪽산이라는 의미로 창원도호부가 중심이 되기 이전 마산(당시 골포)이 이 지역의 중심이었던 가야시대에 이미 형성된 지명이라고 보아야 할 것이며, 이 반룡이 세월의 흐름에 따라 발음하기 쉬운 팔용으로 바뀌었다고 보는 것이 타당할 것이다.

## 법정동
- 두대동에는 2008년 당시 경상남도에서 가장 높은 주상복합 아파트였던 더 시티7이 완공됐다.
- 팔용동에는 창원역이 위치해 있다. 창원역 앞은 유흥가, 숙박시설, 식당 등의 상권이 형성되어 있다. 팔룡동주민센터 사거리의 동쪽에는 대규모 아파트 단지(벽산블루밍아파트, 대동중앙아파트 등)가 형성돼있으며, 그 외 지역은 주택단지가 형성되어 있다.

## 연혁
- 1910년 마산부 부내면에 편입
- 1914년 차상리와 용산리를 병합해 차룡리(車龍里)라고 하고 창원군 창원면에 편입[3]
- 1973년 7월 1일 창원군 창원면(팔룡지구), 웅남면(대원지구)
- 1973년 7월 1일 마산시 동부출장소 의창2동(팔룡), 남부출장소 웅남면(대원)
- 1976년 9월 1일 창원지구 출장소 팔룡지소(팔룡), 웅남지구(대원)
- 1980년 4월 1일 창원시 팔룡동, 두대동
- 1985년 8월 1일 창원시 대원동
- 1997년 7월 14일 창원시 팔룡동(팔룡동과 대원동 통합)

## 행정 팔룡동의 법정동
- 내리동(內里洞)
- 반계동(盤溪洞)
- 사화동(沙火洞)
- 차룡동(車龍洞)
- 팔용동(八龍洞) : 행정동은 팔룡동이나 법정동은 팔용동이다.[3]

## 교육

### 대학교
- 창원문성대학교

### 고등학교
- 성민여자고등학교
- 창원공업고등학교
- 창원문성고등학교

### 중학교
- 창원여자중학교
- 팔룡중학교

### 초등학교
- 사화초등학교
- 평산초등학교

## 교통

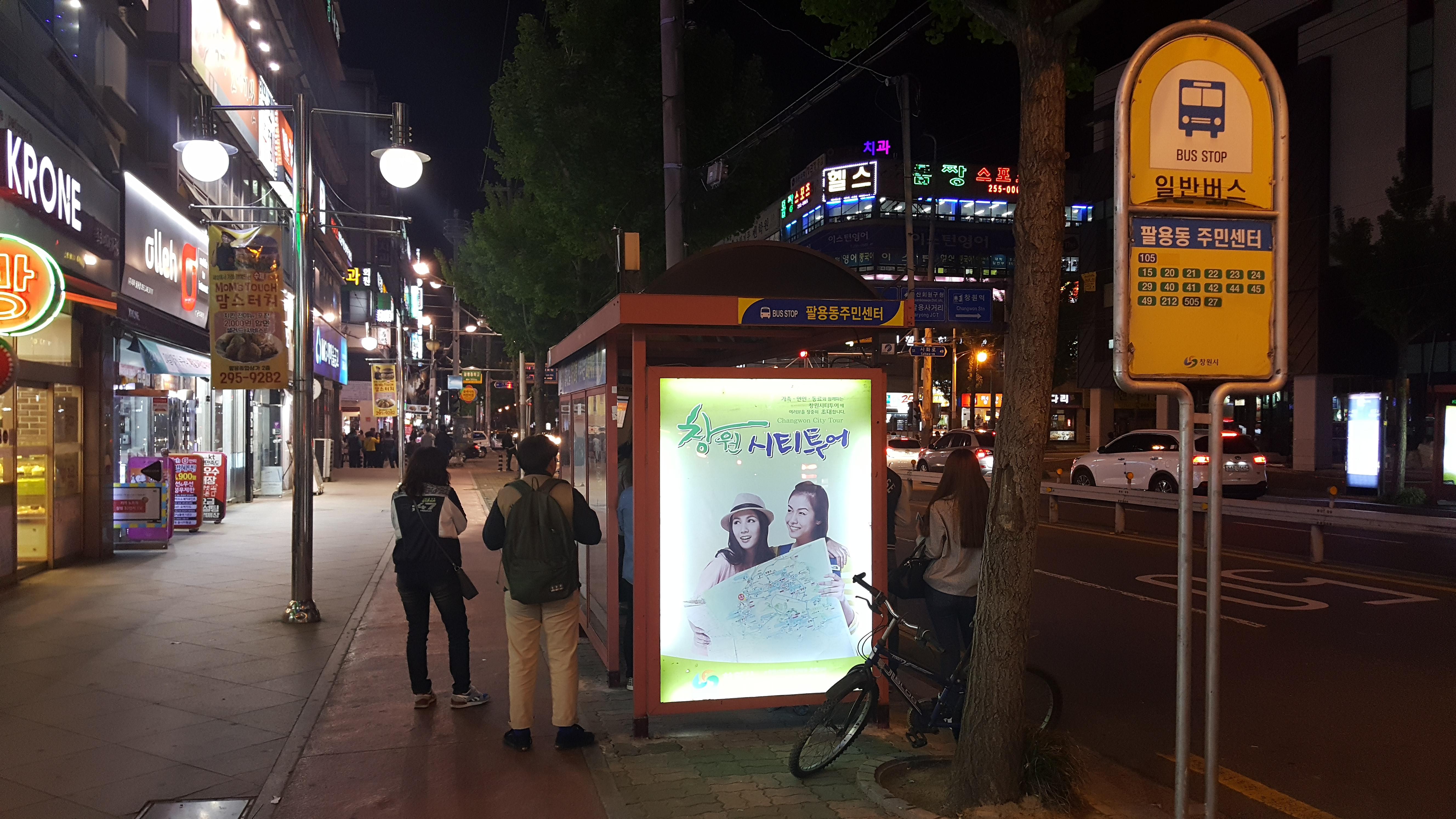
팔용동 주민센터 버스 정류장

팔용동은 창원대로와 의창대로가 교차하는 소계광장이 위치해있는 창원시의 도로교통의 관문이다. 팔용동 건너편에 창원역이 있어 철도교통을 이용하기에도 유리한 지역이다.

### 도로
- 창원대로
- 의창대로
- 팔룡터널 : 2018년 10월 28일 개통된 터널로, 마산회원구 양덕동과 의창구 팔용동 평산교차로를 잇는 터널이다. 양지역 간 기존 15분가량 걸리는 차량운행시간을 약 8분으로 줄여주는 효과가 있다.[5]

#### 시외버스
- 창원종합버스터미널

### 철도
- 진해선 신창원역
- 경전선 창원역(진해선 창원역)

## 산업
- 농산물도매시장
- 차룡공업단지
- 대원지구
- 동서식품 창원공장

## 명소
- 창원과학체험관
- 창원수목원

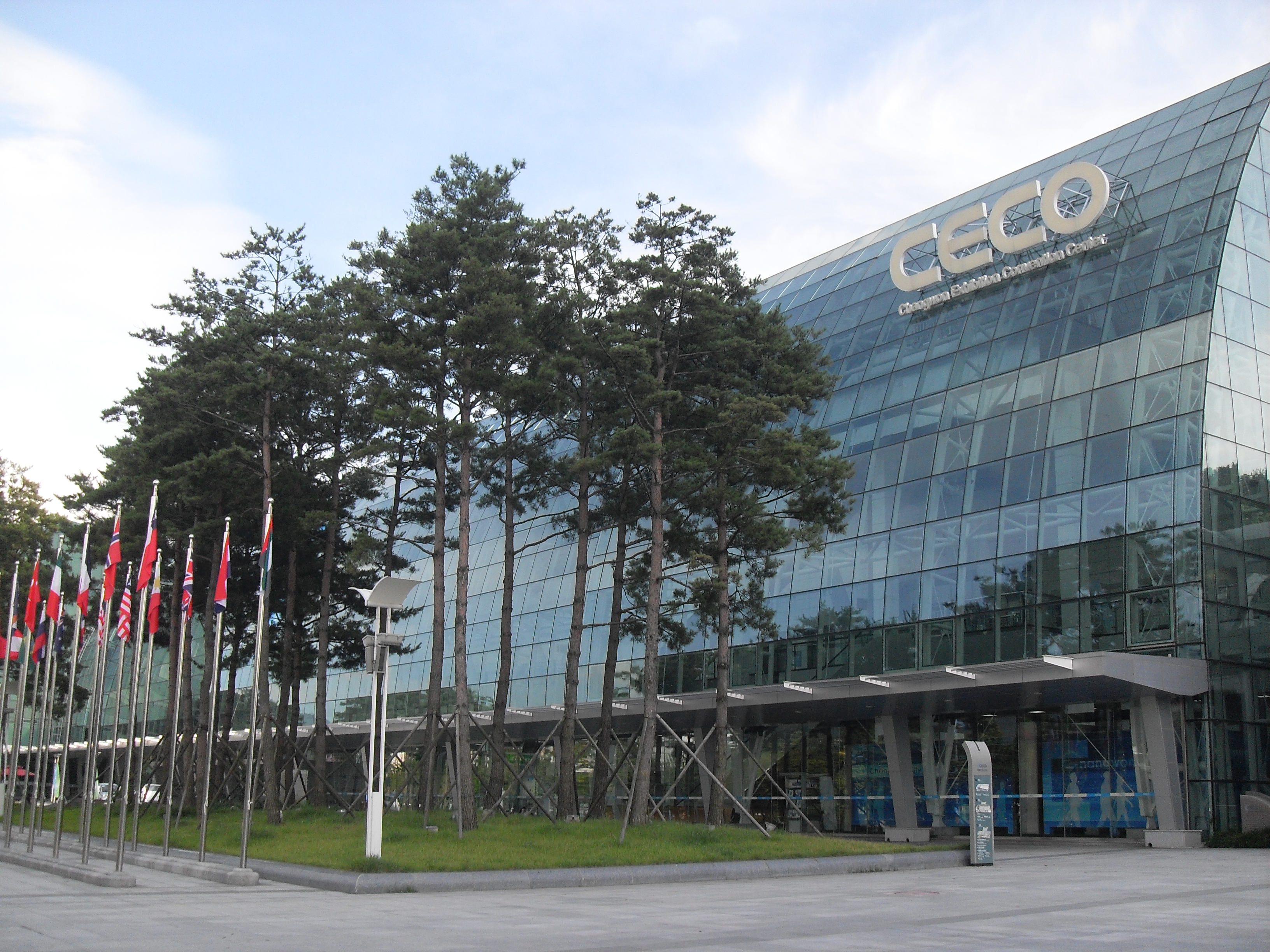
창원컨벤션센터

- 창원컨벤션센터

## 사진

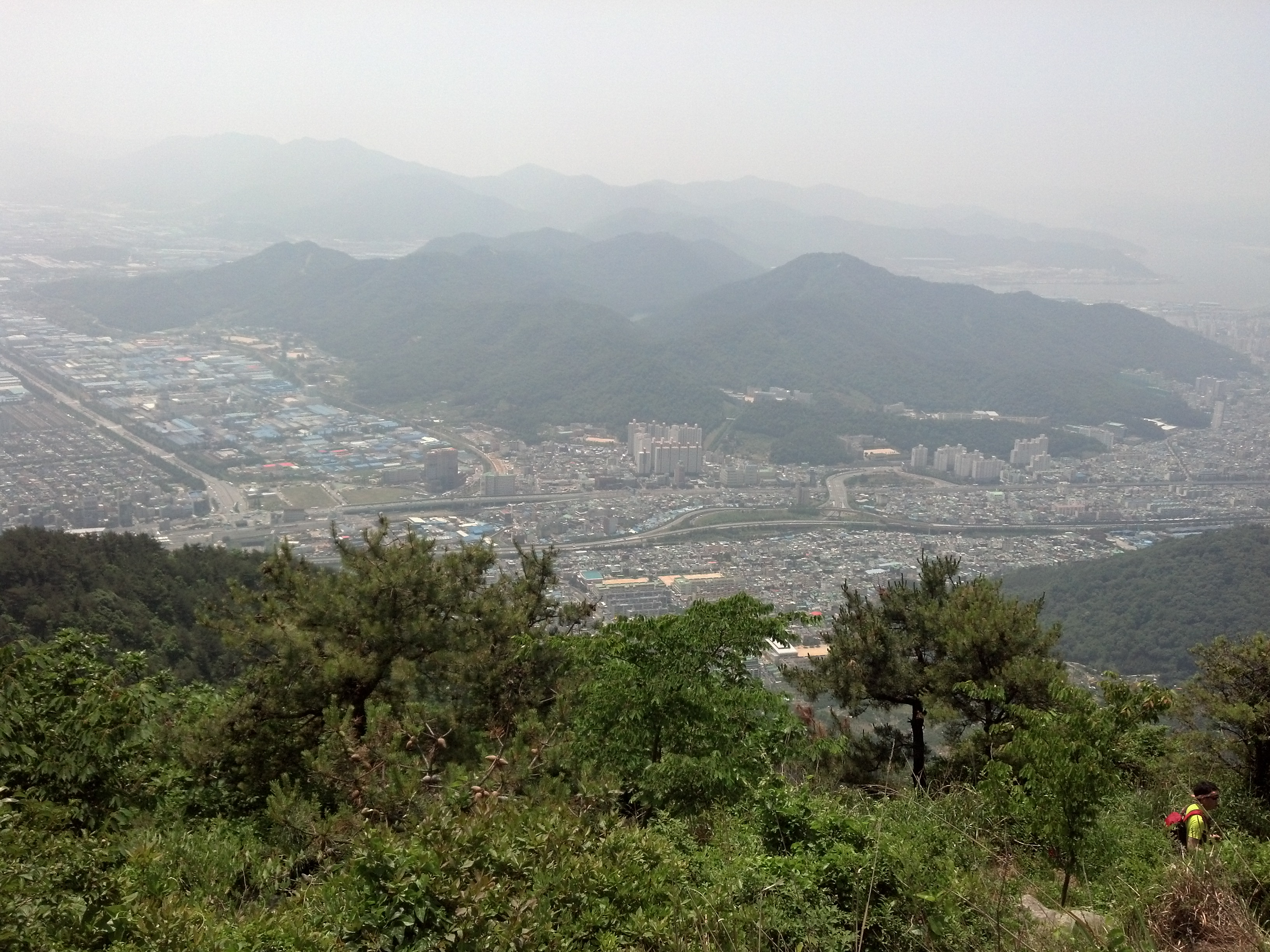
천주산에서 내려다본 팔룡동
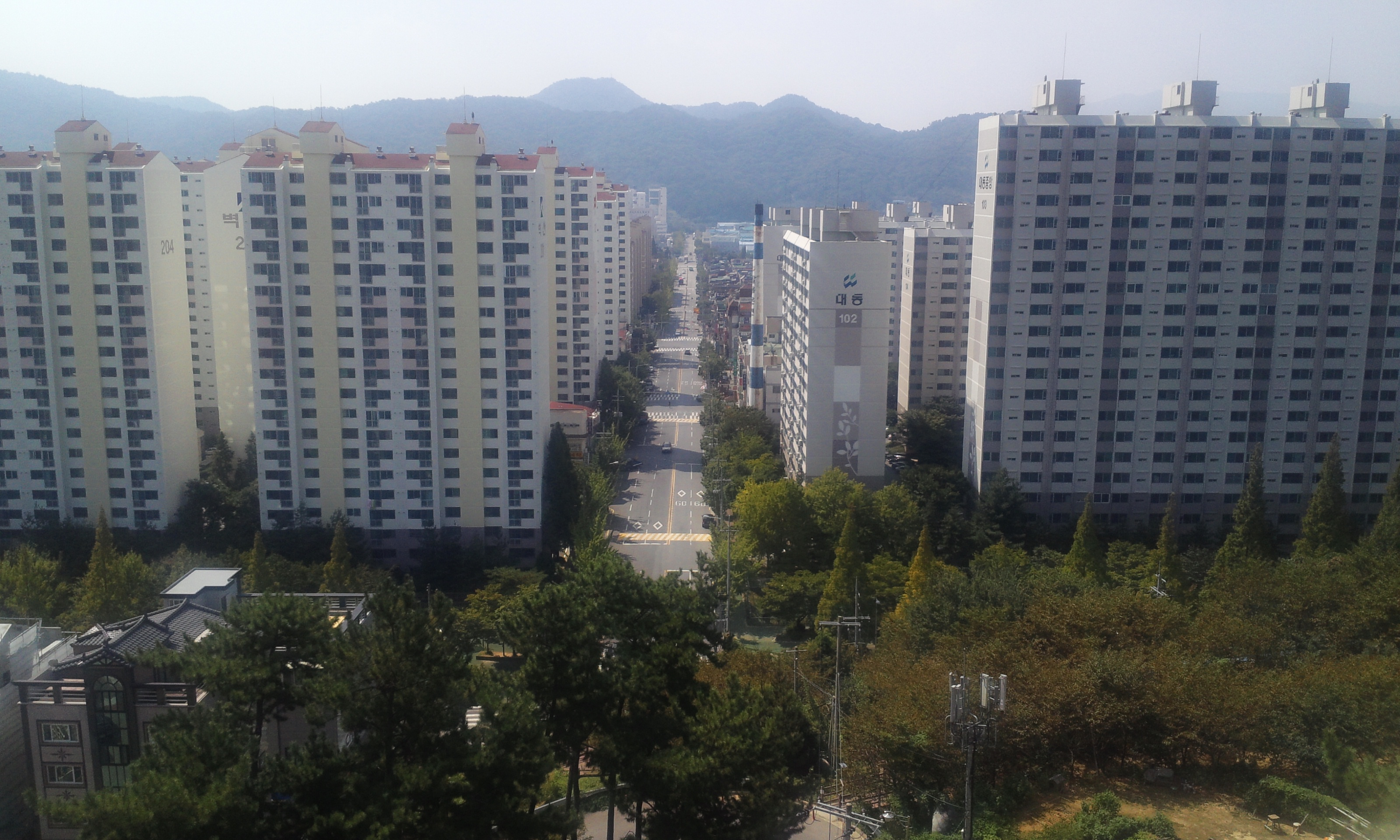
서상동 고향의봄 도서관에서 내려다본 팔용동 반계로. 반계로 왼쪽은 벽산블루밍단지아파트이고 오른쪽은 대동중앙아파트이다.